# Hans Jørgen Hammer
Hans Jørgen Hammer (29 de diciembre de 1815 - 28 de enero de 1882) fue un pintor y grabador de género, paisajes y retratos de la Edad de Oro de la pintura danesa. Además, sirvió durante once años como oficial militar.

## Biografía
Hans Jørgen Hammer nació en Copenhague de Johanne (née Bistrup) y Peder Pedersen Hammer, un capitán de barco. Un hermano menor, William Hammer (1821–1889), también se convirtió en pintor. De niño, Hammer mostró aptitudes para el dibujo y recibió su primera formación del maestro noruego-danés Jon Gulsen Berg (1783-1864), pintor de la corte y diseñador de papeles pintados.
Hammer fue admitido en la Real Academia Danesa de Bellas Artes como aprendiz en 1828. Su desarrollo fue lento, y en 1835 trabajó como ayudante de un pintor de decoración. A partir de 1836, se formó durante cuatro años en la Escuela de Yeso, y en 1840 pasó a la Escuela de Modelos Vivos. De 1841 a 1843 estudió con Christoffer Wilhelm Eckersberg, el gran "padre de la Edad de Oro de Dinamarca", que seguiría siendo su amigo y mentor. Al igual que muchos estudiantes de la Academia, Hammer recibió una fuerte influencia de Niels Laurits Høyen, uno de los primeros defensores del movimiento romántico nacional que promovió una nueva concepción nórdica de la cultura y el arte, aconsejando a los estudiantes que evitaran viajar a tierras extranjeras e instándoles a retratar a los daneses de origen humilde en entornos rurales en los que las costumbres aún no habían sido tocadas por la industrialización. Hammer pudo exponer sus obras ya en 1838, y en 1842 recibió la Pequeña Medalla de Plata de la Academia. En 1843 se graduó en la Academia y obtuvo la Gran Medalla de Plata. En 1845 se presentó al concurso de arte de Neuhausen con Los campesinos vuelven a casa desde el campo con las últimas gavillas de grano. Aunque el cuadro no ganó el premio, fue adquirido para la Colección Real de Pintura. En 1847 ganó el Premio Neuhausen con Muchachos y muchachas reunidos en una tarde de fiesta para divertirse al aire libre, también adquirido para la Real Colección de Pintura.
La carrera de Hammer se vio interrumpida en 1848 por el estallido de la guerra de los Tres Años de Dinamarca con Prusia por la hegemonía en el ducado de Schleswig. Se alistó como voluntario y fue comisionado como teniente en marzo de 1849. En los años siguientes a la frágil victoria danesa, permaneció en el servicio activo con el grado de capitán antes de pasar a la reserva y, finalmente, dejar el servicio por completo en 1860.
Antes de la guerra, Hammer había sido animado a solicitar un estipendio para cubrir los gastos de una estancia en Italia, y finalmente, a la edad de 41 años, viajó allí con el apoyo financiero de la Academia de Bellas Artes. Los cuadros que pintó en Italia en 1856-57 e inmediatamente después tuvieron un considerable atractivo para el público. Una plaza en Ariccia después del atardecer (1862), con su llamativo colorido, fue muy elogiada y adquirida para la Colección Real de Pintura. Entre sus obras posteriores destacan Den lille Axsamlerske (1866) y El cartero con la carta largamente esperada (1877). Se adentró en la historia nacional con Jens Baggesen y el conde Schimmelmann (1872, pintado en dos ejemplares) y El conde Gert y Niels Ebbesen (inacabado, a pesar de los extensos estudios preparatorios), y también ilustró obras de Hans Christian Andersen, Adam Oehlenschläger y Christian Winther.
En 1862 fue condecorado como caballero de la Orden del Dannebrog, y en 1874 fue nombrado miembro de la Academia de Bellas Artes. Viajó a Estados Unidos en 1874-75 para visitar a sus familiares y también visitó Skagen en 1875, pintando motivos en ambos lugares. También viajó a la Exposición del Centenario en Filadelfia en 1876. En 1877 fue condecorado como caballero de la Orden de San Olav y en 1879 recibió una beca de viaje del Legado Carl Andreas Anker. Hammer estuvo a punto de morir de anemia, pero se recuperó y pudo viajar a Italia por segunda vez en 1881-82. Ese invierno se resfrió y sucumbió a la fiebre, y está enterrado en el Cementerio Protestante de Roma. El historiador de arte contemporáneo Philip Weilbach describió a Hammer, que nunca se casó, como una persona seria, diligente y reflexiva, pero también algo laboriosa y tentativa. Se dice que su vena perfeccionista limitó su productividad y obstaculizó su creatividad.
Su imagen se conserva en un retrato de Constantin Hansen (1863), un grabado en madera a partir de una fotografía de estudio de Bertel Christian Budtz Müller y varios autorretratos, incluido uno dibujado a lápiz y conservado en el Museo de Frederiksborg. Varios de sus dibujos y grabados se encuentran en la Colección Real de Arte Gráfico, el ARoS Aarhus Kunstmuseum, el Museo Roskilde, el Museo de Arte Randers, el Museo de Arte Vejle y el Museet på Koldinghus . Sus pinturas se encuentran en el Museo de Arte de Fuglsang en Lolland, el Museo de Arte de Bornholm, el Museo de Arte de Sorø, el Museo de Arte Moderno de Aalborg y, en Copenhague, en la Galería Nacional, la Colección Hirschsprung, las Colecciones de Rosenborg, el Museo de la Ciudad, y el Museo Marítimo M/S de Dinamarca.

## Galería

Motivos daneses
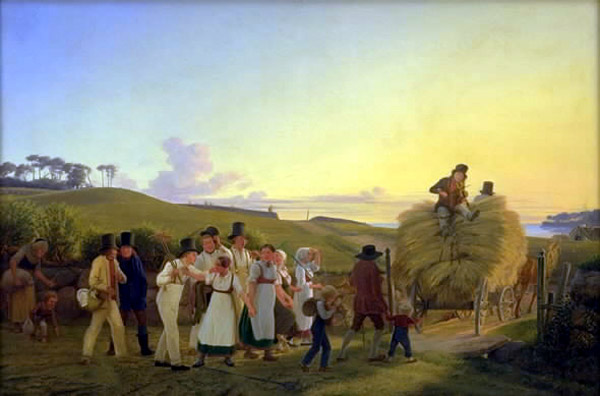
Los agricultores vuelven a casa (1845)
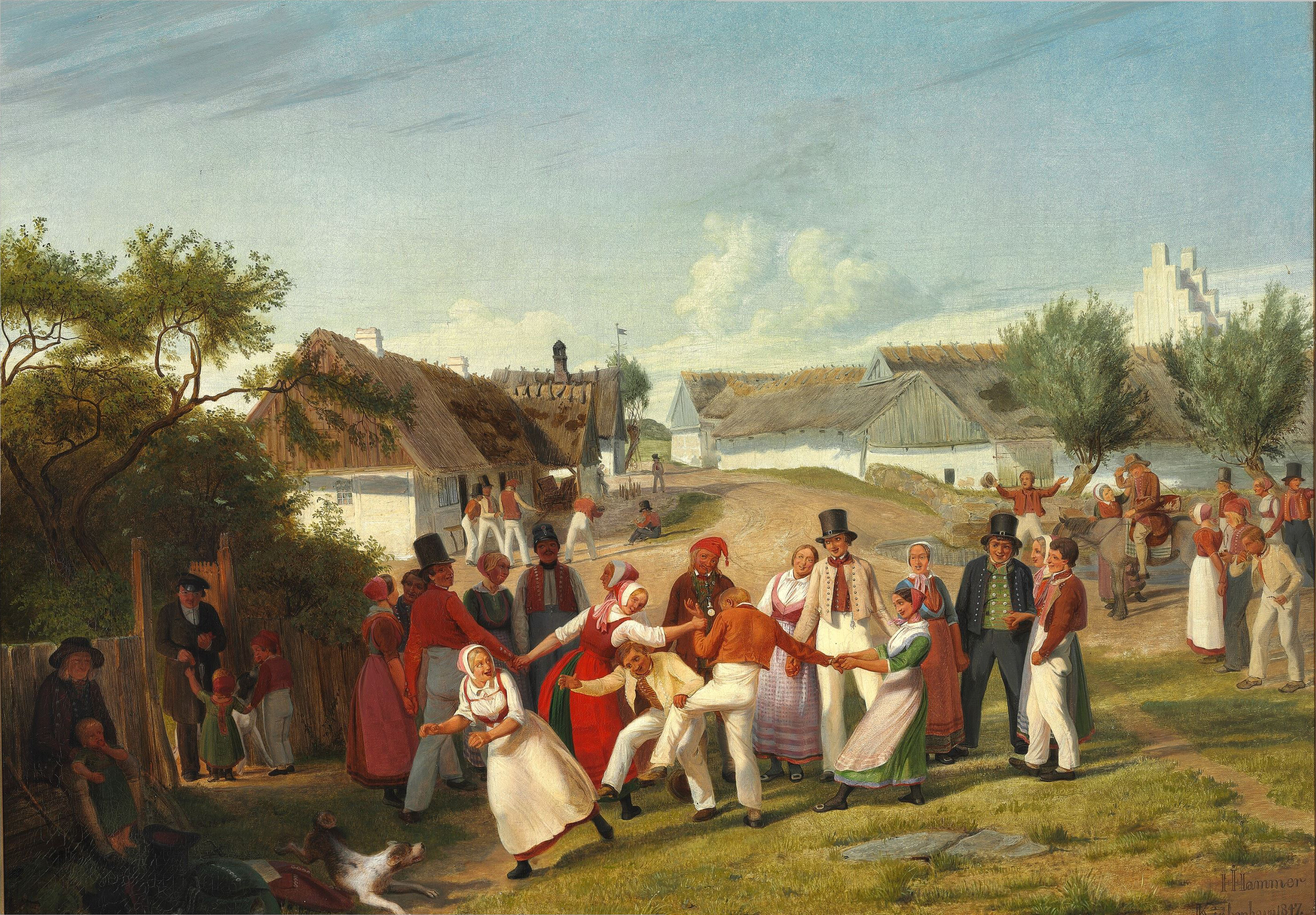
Los campesinos y las muchachas se reúnen (1847)
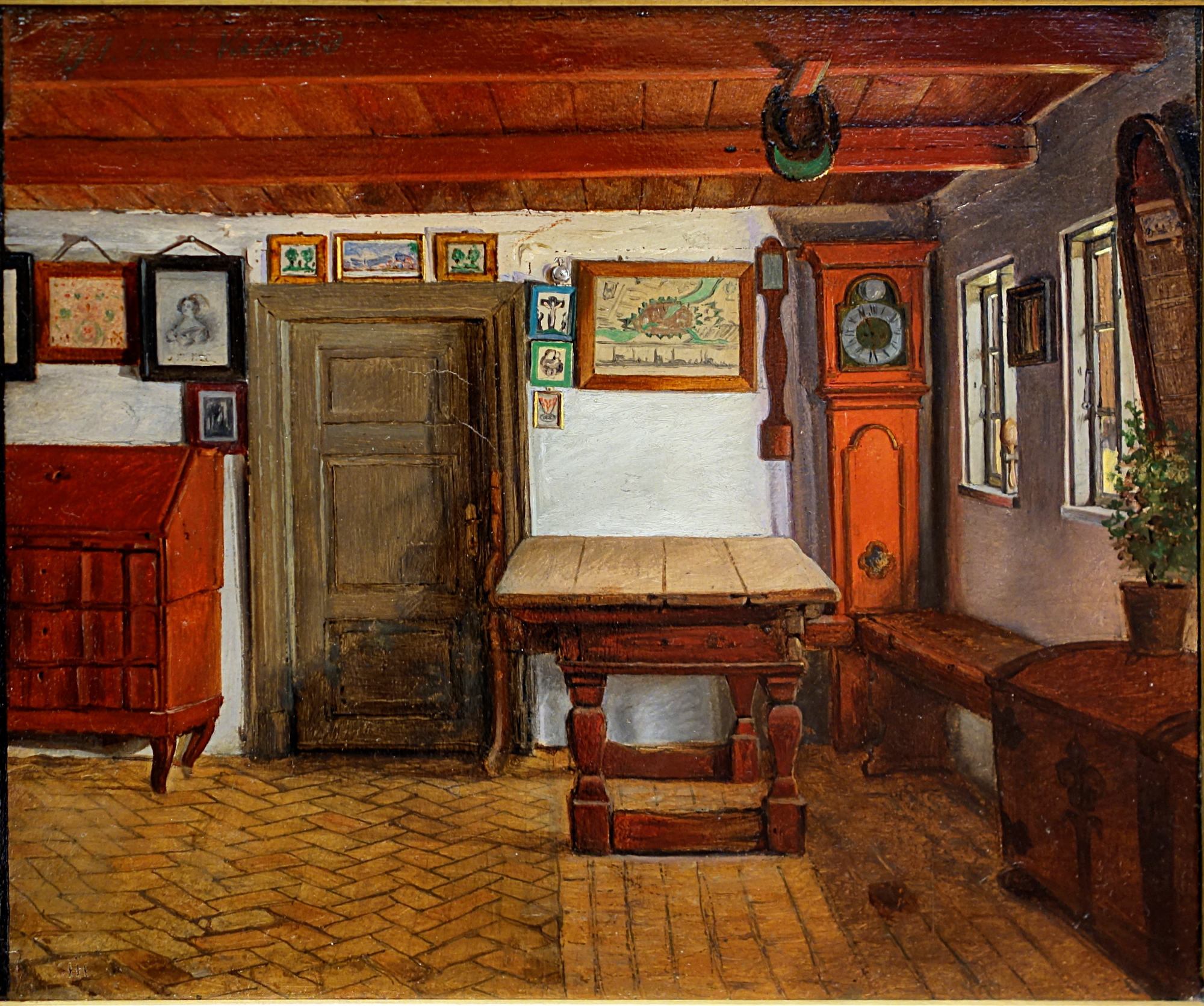
Interior de una casa de campo (sin fecha)
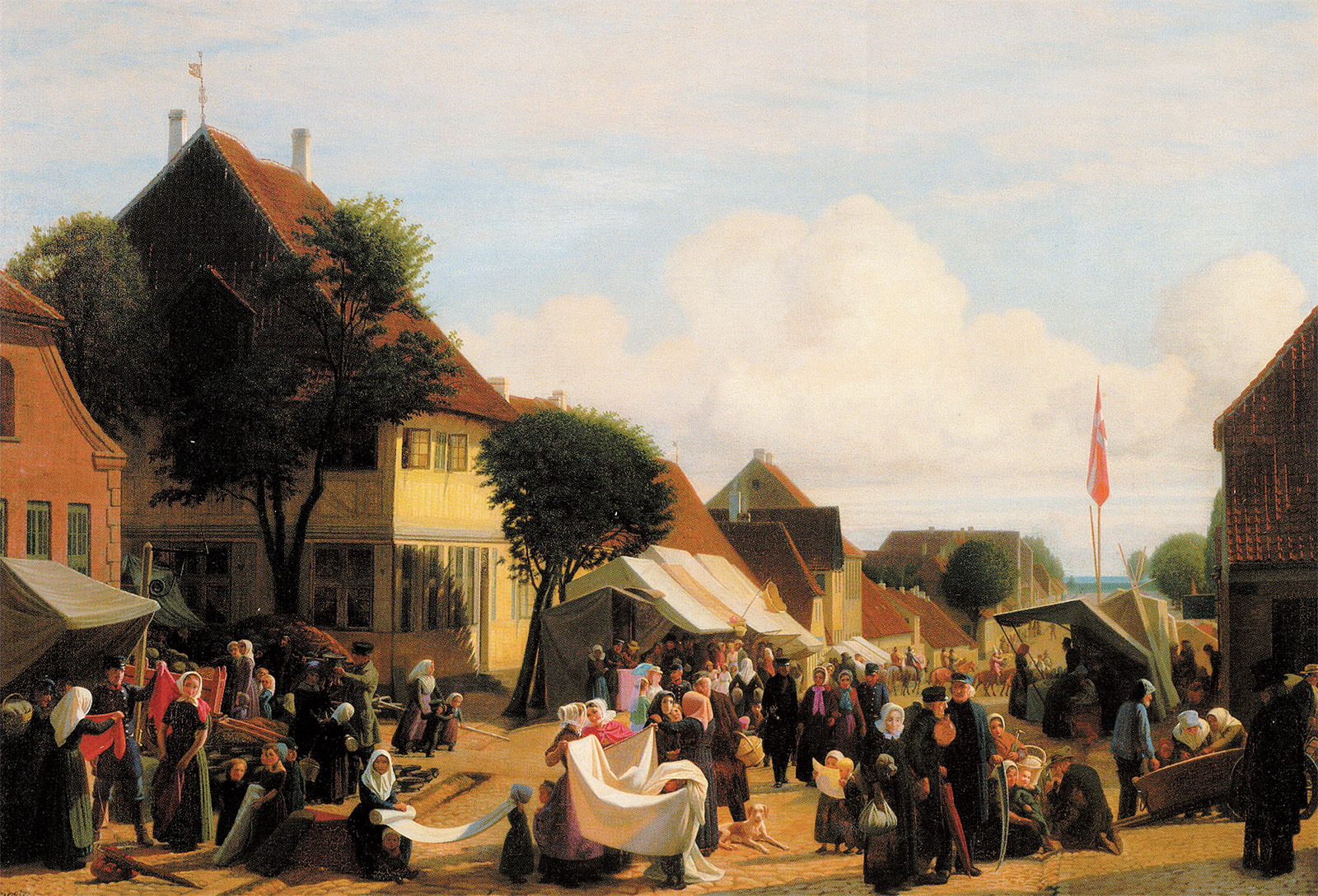
Día de mercado en Fredericia (sin fecha)
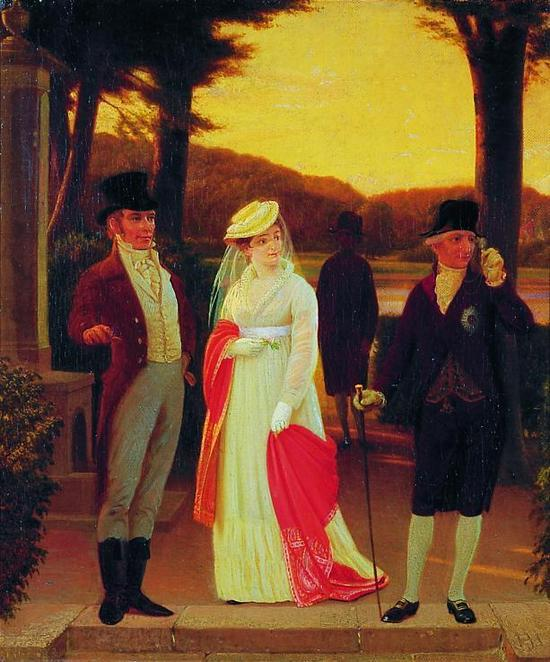
Baggesen y Schimmelmann (1872)

Motivos italianos
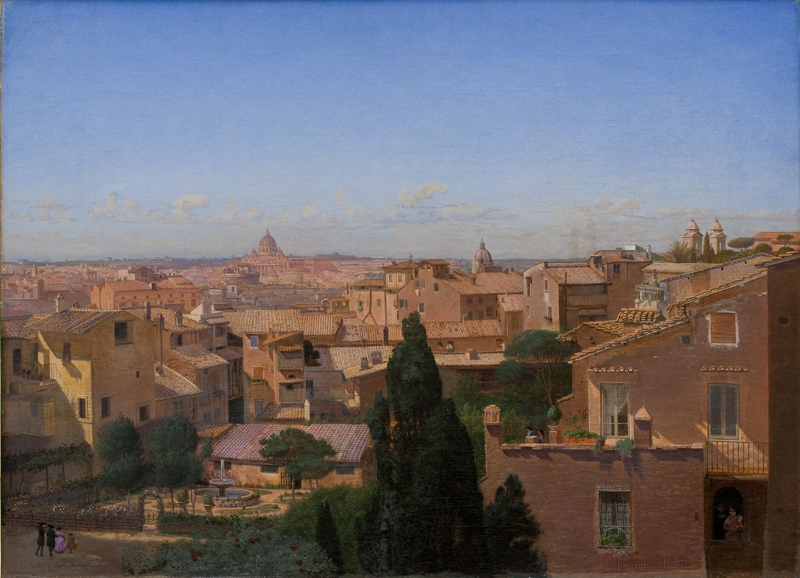
Vista de Roma desde la vivienda del artista (1858)
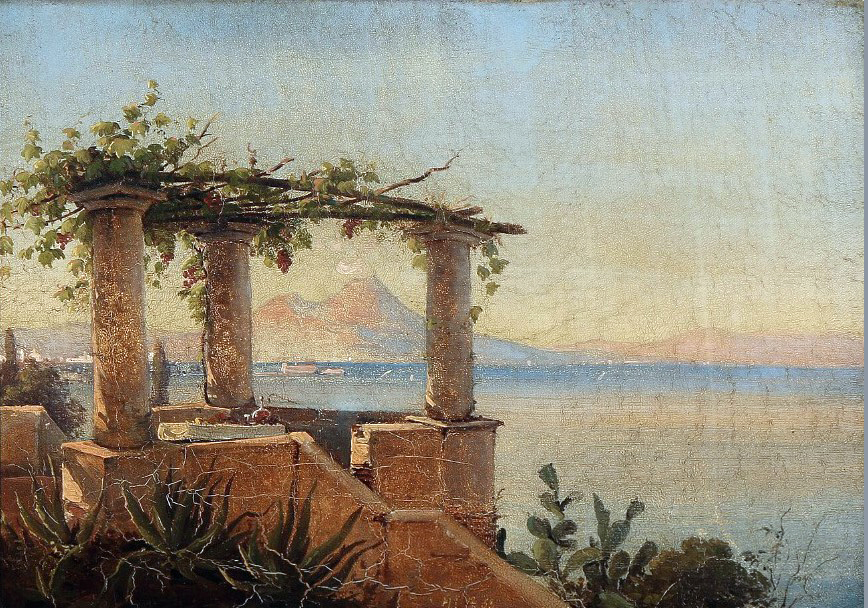
Paisaje costero (1858)
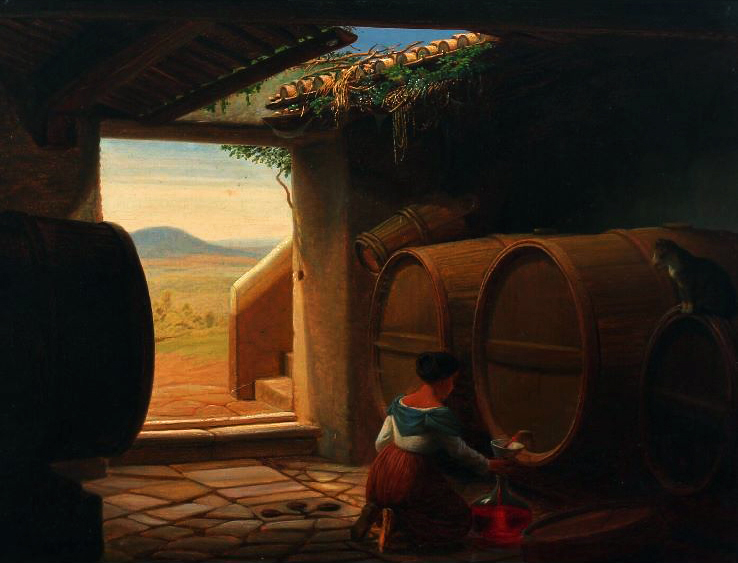
Mujer sacando vino tinto (sin fecha)
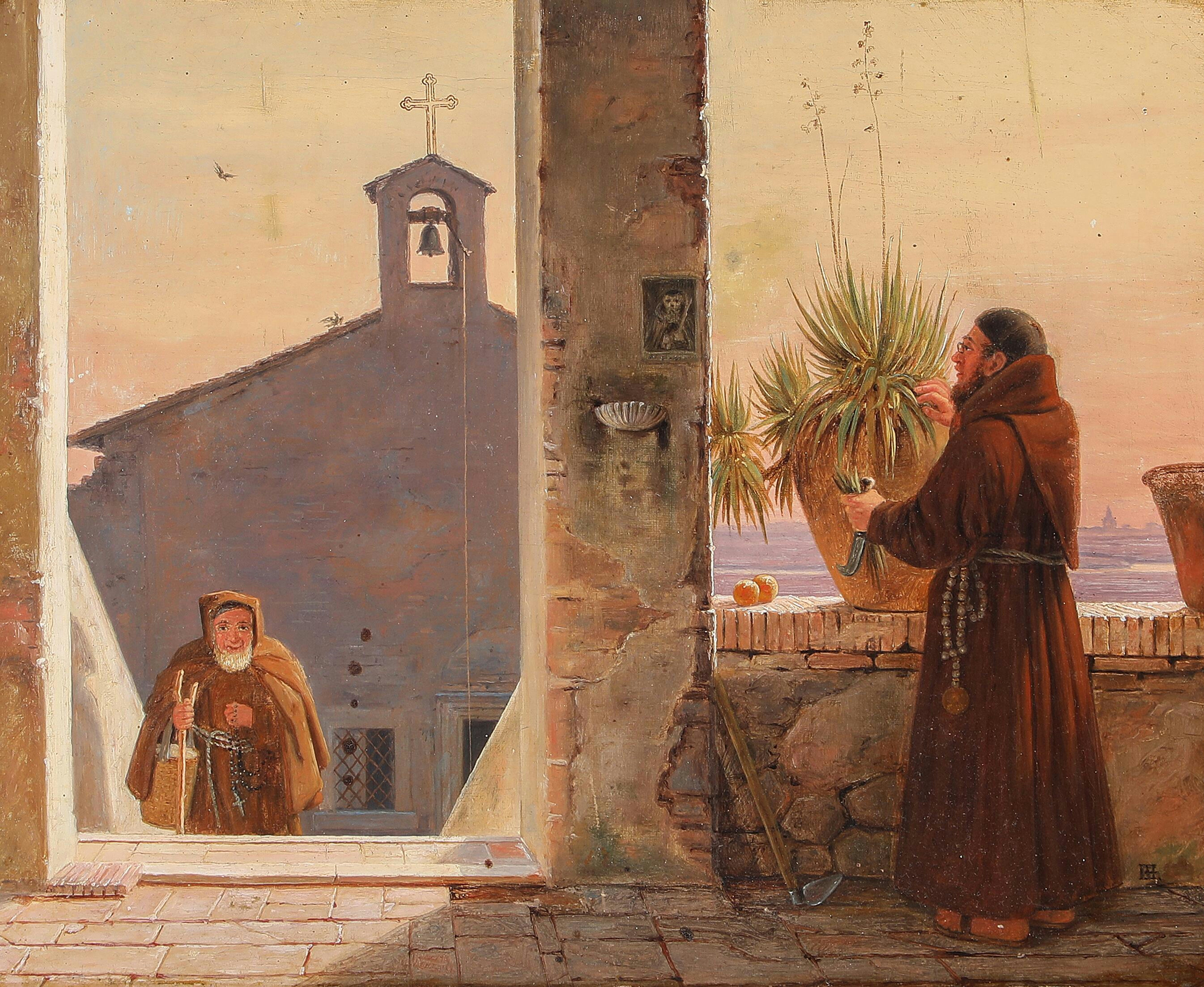
Motivo de Italia con monjes (sin fecha)
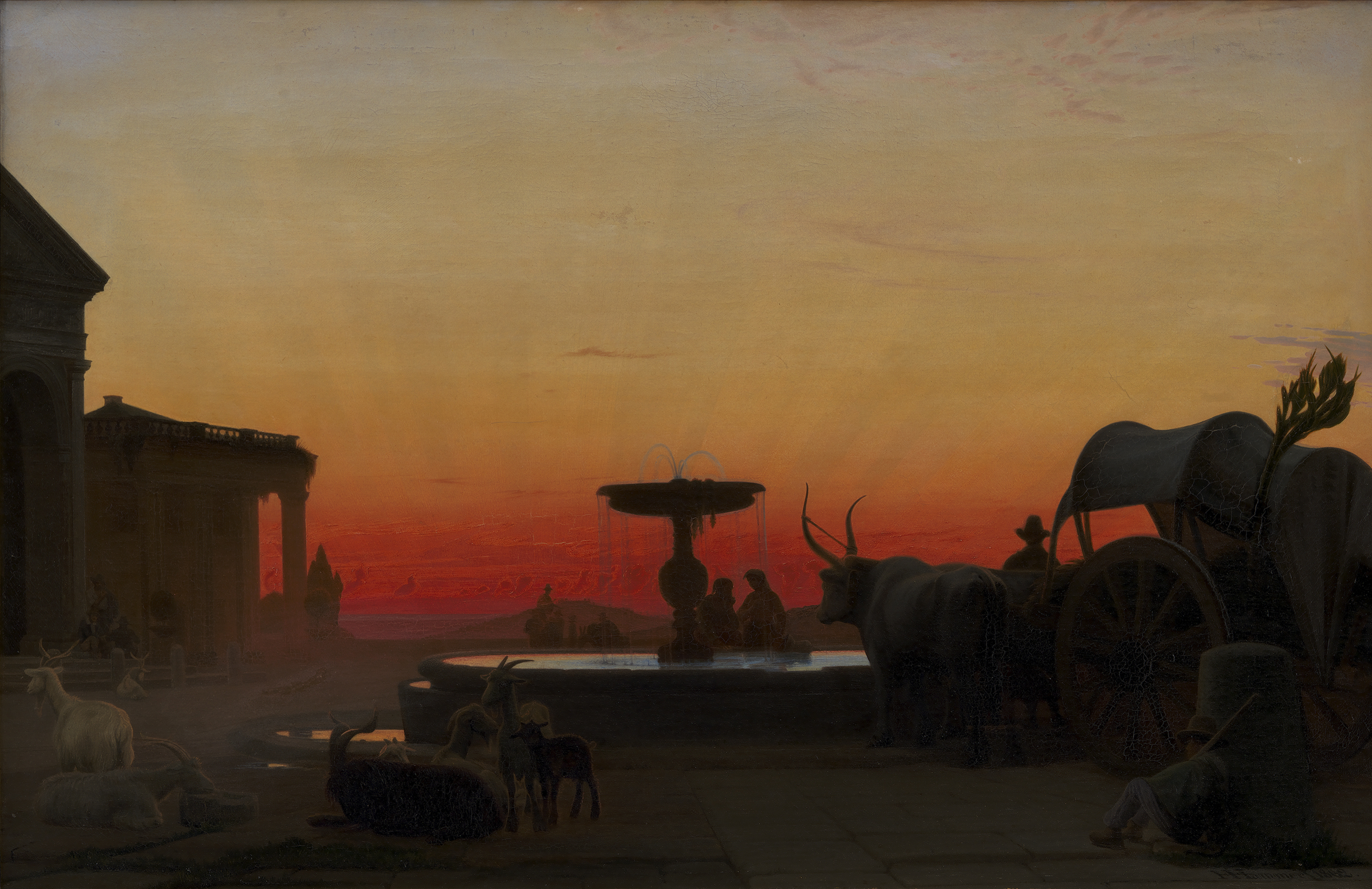
Una plaza en Ariccia después del atardecer (1862)

Motivos de estudio
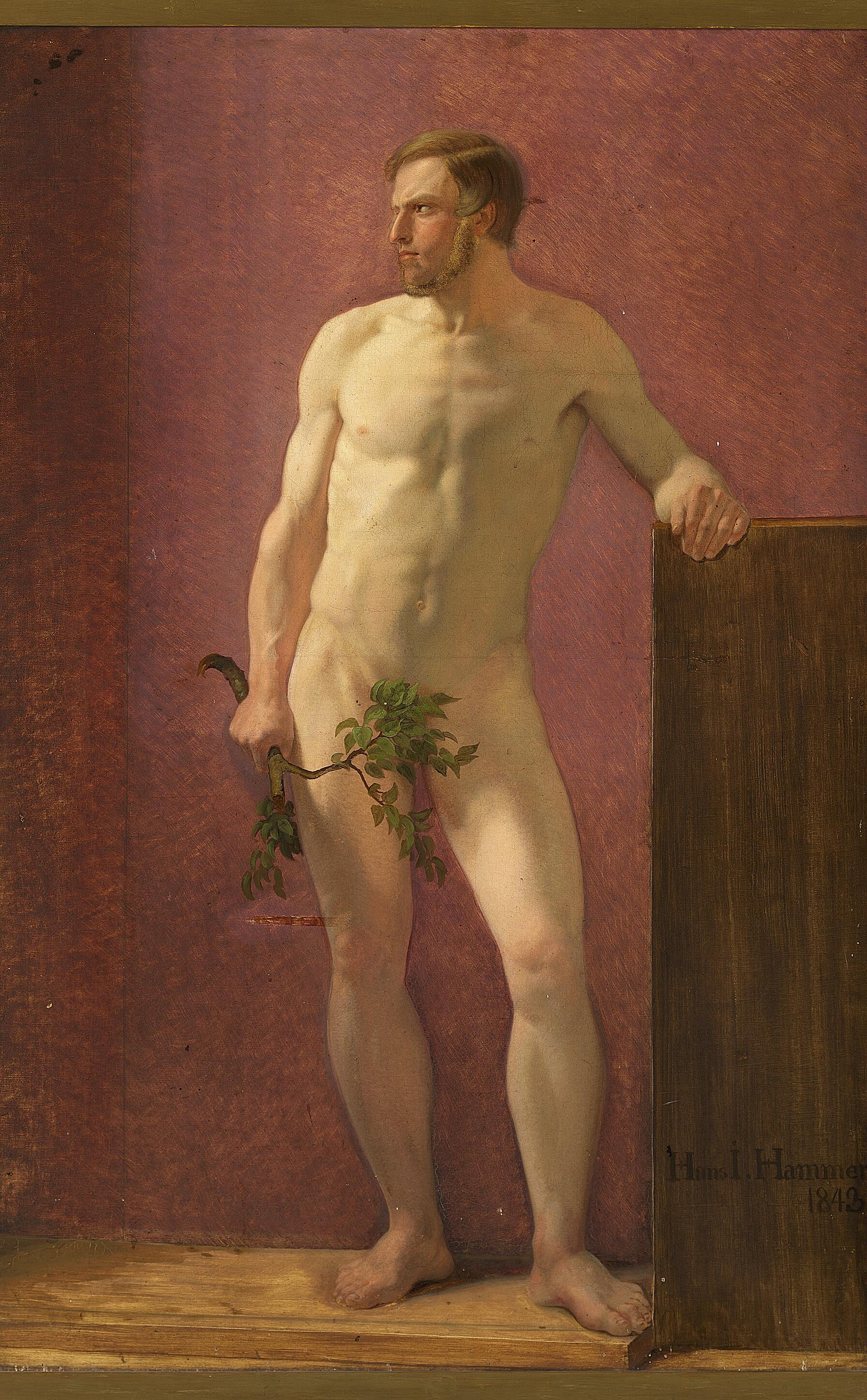
Estudio de un modelo masculino joven con una rama en la mano (1843)
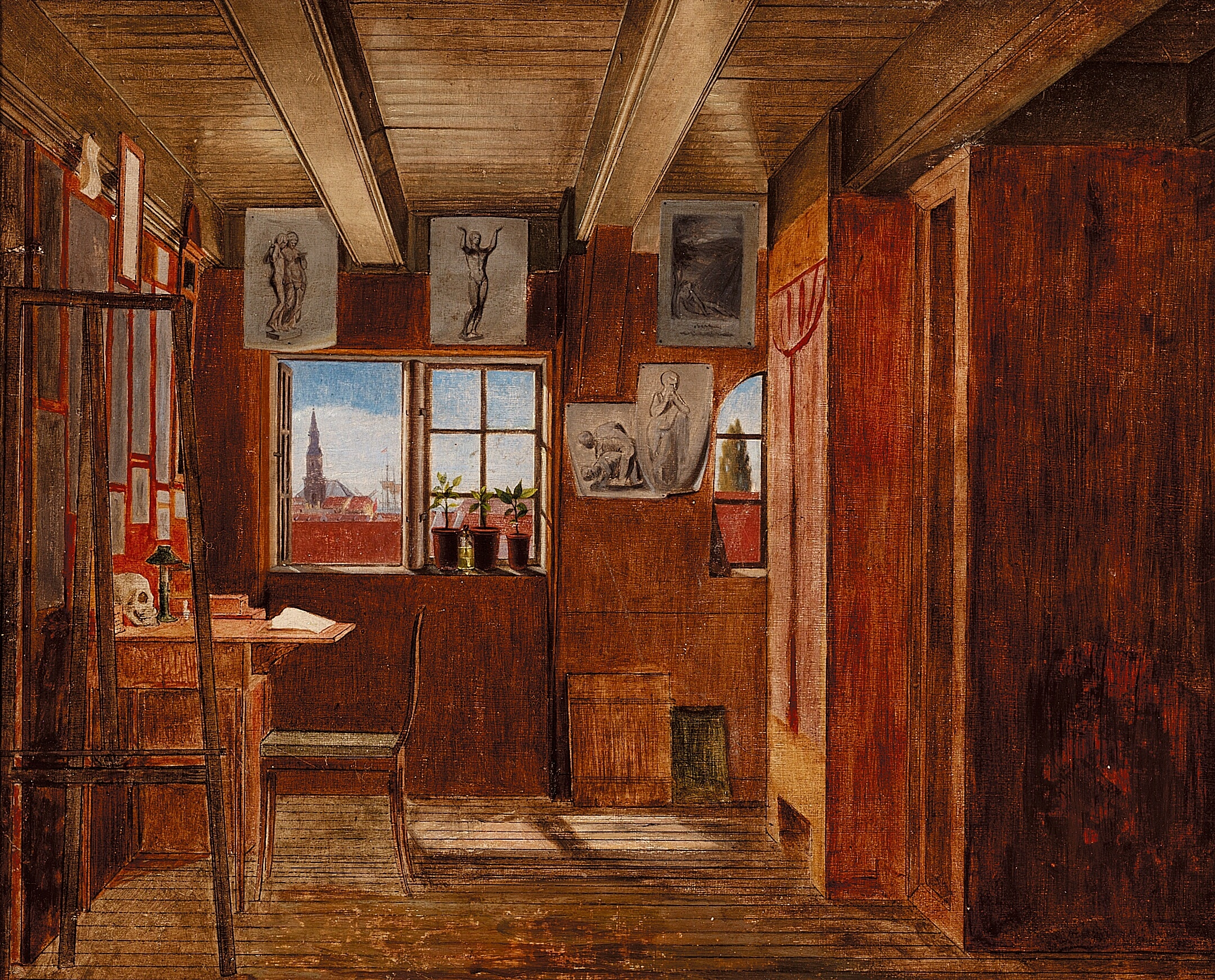
El estudio del artista en Nyhavn con vistas a la iglesia de Christian y un barco en el canal (sin fecha)
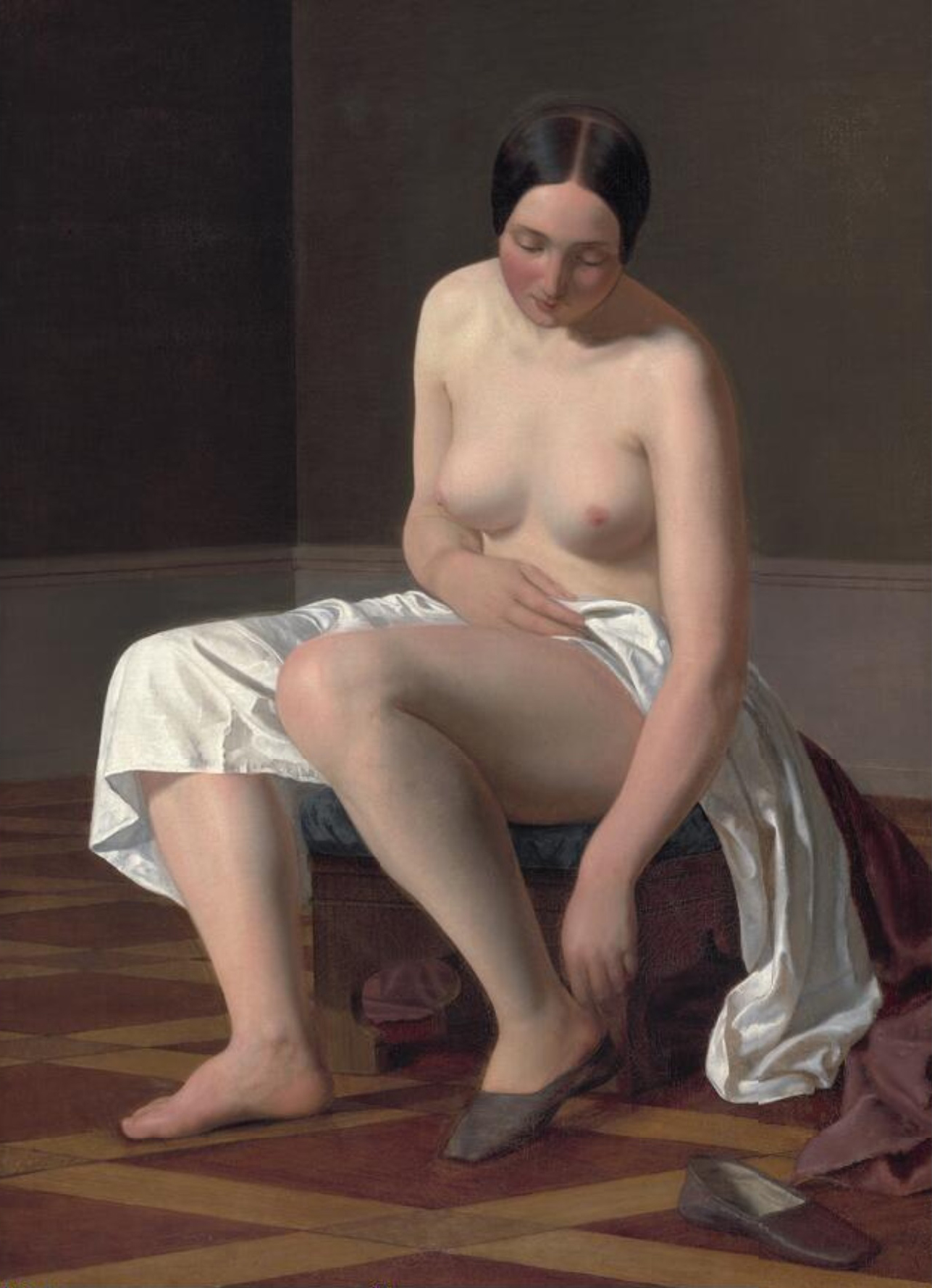
Chica con zapatillas - Estudio modelo de Madam Hack (1843)